# Peter Polansky
Peter Polansky (North York, 15 giugno 1988) è un tennista canadese.

## Carriera
Attivo in prevalenza nei circuiti minori, ha vinto tornei in singolare e in doppio sia nel circuito ITF che nell'ATP Challenger Tour. Ha disputato anche diversi tornei nel circuito maggiore, ma non ha mai superato il secondo turno. I suoi migliori ranking ATP sono stati il 110º in singolare nel giugno 2018 e il 123º in doppio nel dicembre successivo.
Nel 2010 è stato per un periodo il nº 1 dei tennisti canadesi in singolare. Ha giocato con la squadra canadese di Coppa Davis dal 2007 al 2014, vincendo 8 dei 14 incontri disputati. Tra gli juniores è stato il nº 34 del ranking mondiale nel 2006; ha raggiunto la finale nel singolare juniores agli US Open 2006, persa in due set contro il ceco Dušan Lojda.

## Statistiche

### Tornei minori

#### Singolare

##### Vittorie (9)
| Legenda tornei minori |
| Challenger (4)        |
| Futures (15)          |

| N  | Data              | Torneo                           | Superficie  | Avversario in finale | Punteggio      |
| 1. | 13 ottobre 2013   | Tiburon Challenger, Tiburon      | Cemento     | Matthew Ebden        | 7–5, 6–3       |
| 2. | 14 agosto 2016    | Challenger de Gatineau, Gatineau | Cemento     | Vincent Millot       | 3–6, 6–4, rit. |
| 3. | 29 luglio 2018    | Challenger de Granby, Granby     | Cemento     | Ugo Humbert          | 6–4, 1–6, 6–2  |
| 4. | 22 settembre 2019 | Columbus Challenger, Columbus    | Cemento (i) | Jeffrey John Wolf    | 6–3, 7–6(4)    |

##### Finali perse (13)
| Legenda tornei minori |
| Challenger (8)        |
| Futures (5)           |

| N  | Data             | Torneo                                                | Superficie  | Avversario in finale   | Punteggio        |
| 1. | 8 luglio 2012    | Panama Challenger, Città di Panama                    | Terra rossa | Rogério Dutra da Silva | 3–6, 0–6         |
| 2. | 3 novembre 2013  | Charlottesville Men's Pro Challenger, Charlottesville | Cemento (i) | Michael Russell        | 5–7, 6–2, 6(5)–7 |
| 3. | 10 novembre 2013 | Knoxville Challenger, Knoxville                       | Cemento (i) | Tim Smyczek            | 4–6, 2–6         |
| 4. | 13 novembre 2016 | Knoxville Challenger, Knoxville                       | Cemento (i) | Michael Mmoh           | 5–7, 6–2, 1–6    |
| 5. | 16 luglio 2017   | Winnipeg Challenger, Winnipeg                         | Cemento     | Blaž Kavčič            | 5–7, 6–3, 5–7    |
| 6. | 23 luglio 2017   | Challenger de Gatineau, Gatineau                      | Cemento     | Denis Shapovalov       | 1–6, 6–3, 3–6    |
| 7. | 30 luglio 2017   | Challenger de Granby, Granby                          | Cemento     | Blaž Kavčič            | 3–6, 6–2, 5–7    |
| 8. | 4 novembre 2018  | Charlottesville Men's Pro Challenger, Charlottesville | Cemento     | Tommy Paul             | 2–6, 2–6         |

#### Doppio

##### Vittorie (22)
| Legenda tornei minori |
| Challenger (18)       |
| Futures (4)           |

| N   | Data              | Torneo                          | Superficie  | Compagno           | Avversari in finale                  | Punteggio              |
| 1.  | 12 luglio 2008    | Challenger de Granby, Granby    | Cemento     | Philip Bester      | Alberto Francis Nicholas Monroe      | 2–6, 6–1, [10-5]       |
| 2.  | 5 febbraio 2011   | Burnie International, Burnie    | Cemento     | Philip Bester      | Marinko Matosevic Jose Rubin Statham | 6–4, 3–6, [14–12]      |
| 3.  | 20 luglio 2013    | Challenger de Granby, Granby    | Cemento     | Érik Chvojka       | Adam El Mihdawy Ante Pavić           | 6–4, 6–3               |
| 4.  | 27 luglio 2013    | Lexington Challenger, Lexington | Cemento     | Frank Dancevic     | Bradley Klahn Michael Venus          | 7–5, 6–3               |
| 5.  | 5 luglio 2014     | Trofeo Manta Open, Manta        | Cemento     | Chase Buchanan     | Luis David Martinez Eduardo Struvay  | 6–4, 6–4               |
| 6.  | 26 luglio 2014    | Lexington Challenger, Lexington | Cemento     | Adil Shamasdin     | Chase Buchanan James McGee           | 6–4, 6–2               |
| 7.  | 27 settembre 2014 | Napa Valley Challenger, Napa    | Cemento     | Adil Shamasdin     | Bradley Klahn Tim Smyczek            | 7–6(0), 6–1            |
| 8.  | 25 luglio 2015    | Challenger de Granby, Granby    | Cemento     | Philip Bester      | Enzo Couacaud Luke Saville           | 6(5)–7, 7–6(2), [10–7] |
| 9.  | 20 febbraio 2016  | Morelos Open, Cuernavaca        | Cemento     | Philip Bester      | Marcelo Arévalo Sergio Galdós        | 6–4, 3–6, [10–6]       |
| 10. | 17 settembre 2016 | Cary Challenger, Cary           | Cemento     | Philip Bester      | Stefan Kozlov Austin Krajicek        | 6–2, 6–2               |
| 11. | 12 novembre 2016  | Knoxville Challenger, Knoxville | Cemento (i) | Adil Shamasdin     | Ruben Bemelmans Joris De Loore       | 6–1, 6–3               |
| 12. | 6 maggio 2017     | Savannah Challenger, Savannah   | Terra verde | Neal Skupski       | Luke Bambridge Mitchell Krueger      | 4–6, 6–3, [10–1]       |
| 13. | 19 maggio 2018    | BNP Paribas Primrose, Bordeaux  | Terra rossa | Bradley Klahn      | Guillermo Durán Máximo González      | 6–3, 3–6, [10–7]       |
| 14. | 22 settembre 2018 | Columbus Challenger, Columbus   | Cemento (i) | Tommy Paul         | Gonzalo Escobar Roberto Quiroz       | 6–3, 6–3               |
| 15. | 13 luglio 2019    | Winnipeg Challenger, Winnipeg   | Cemento     | Darian King        | Hunter Reese Adil Shamasdin          | 7–6(8), 6–3            |
| 16. | 12 ottobre 2019   | Fairfield Challenger, Fairfield | Cemento     | Darian King        | Sem Verbeek Andre Goransson          | 6-4, 3–6, [12-10]      |
| 17. | 12 giugno 2021    | Orlando Open, Orlando           | Cemento     | Christian Harrison | JC Aragone Nicolás Barrientos        | 6-2, 6-3               |
| 18. | 25 settembre 2021 | Columbus Challenger, Columbus   | Cemento (i) | Stefan Kozlov      | Andrew Lutschaunig James Trotter     | 7–5, 7–6(5)            |

##### Finali perse (21)
| Legenda tornei minori |
| Challenger (14)       |
| Futures (7)           |

| N   | Data              | Torneo                                                | Superficie  | Compagno            | Avversari in finale                      | Punteggio           |
| 1.  | 7 luglio 2012     | Panama Challenger, Città di Panama                    | Cemento     | Daniel Kosakowski   | Julio-Cesar Campozano Alejandro Gonzalez | 4–6, 5–7            |
| 2.  | 4 maggio 2013     | Tallahassee Tennis Challenger, Tallahassee            | Terra rossa | Greg Jones          | Austin Krajicek Tennys Sandgren          | 6–1, 2–6, [8-10]    |
| 3.  | 9 novembre 2013   | Knoxville Challenger, Knoxville                       | cemento (i) | Carsten Ball        | Samuel Groth John-Patrick Smith          | 7–6(6), 2–6, [7-10] |
| 4.  | 6 giugno 2014     | Czech Open, Prostějov                                 | Terra rossa | Adil Shamasdin      | Andre Begemann Lukas Rosol               | 1–6, 2–6            |
| 5.  | 4 ottobre 2014    | Sacramento Challenger, Sacramento                     | Cemento     | Adil Shamasdin      | Adam Hubble John-Patrick Smith           | 3–6, 2–6            |
| 6.  | 7 novembre 2015   | Charlottesville Men's Pro Challenger, Charlottesville | Cemento (i) | Adil Shamasdin      | Chase Buchanan Tennys Sandgren           | 6–3, 4–6, [5-10]    |
| 7.  | 24 settembre 2016 | Columbus Challenger, Columbus                         | Cemento (i) | Philip Bester       | Mikelis Libietis Dennis Novikov          | 5–7, 6(4)–7         |
| 8.  | 22 aprile 2017    | Sarasota Open, Sarasota                               | Terra verde | Stefan Kozlov       | Scott Lipsky Jürgen Melzer               | 2–6, 4–6            |
| 9.  | 16 settembre 2017 | Shanghai Challenger, Shanghai                         | Cemento     | Bradley Klahn       | Toshihide Matsui Chu-Huan Yi             | 6(1)–7, 6–4, [5-10] |
| 10. | 21 aprile 2018    | Sarasota Open, Sarasota                               | Terra verde | Christian Harrison  | Evan King Hunter Reese                   | 1–6, 2–6            |
| 11. | 21 luglio 2018    | Challenger de Gatineau, Gatineau                      | Cemento     | Darian King         | Robert Galloway Bradley Klahn            | 6(4)–7, 6–4, [8-10] |
| 12. | 13 febbraio 2021  | PotchOpen, Potchefstroom                              | Cemento     | Brayden Schnur      | Marc-Andrea Huesler Zdenek Kolar         | 4–6, 6–2, [4-10]    |
| 13. | 17 luglio 2021    | President's Cup, Nur-Sultan                           | Cemento     | Serhij Stachovs'kyj | Hsu Yu-hsiou Benjamin Lock               | 6-2, 1-6, [7-10]    |
| 14. | 18 settembre 2021 | Cary Challenger, Cary                                 | Cemento     | Stefan Kozlov       | William Blumberg Max Schnur              | 4-6, 6-1, [4-10]    |